# Симашкевич Милиця Миколаївна
Мили́ця (Майя, Міліція) Микола́ївна Симашке́вич (* 9 липня (22 липня за новим стилем) 1900, Кам'янець-Подільський — † 11 грудня 1976, Івано-Франківськ) — український художник театру й кіно.

## Біографія
Навчалася у 1920—1926 року в Київському художньому інституті (нині Національна академія образотворчого мистецтва і архітектури) у Вадима Меллера та Федора Кричевського.
Про Вадима Меллера Милиця Миколаївна писала в спогадах :
| «Вадим Георгійович із великою дбайливістю проводив з нами роботу над макетами, вчив розрішати композицію сценічної коробки, знаходити образ вистави, учив і іншим компонентам оформлення вистави, які є необхідними знаннями для праці художника кону. Ми всі дуже поважали свого вчителя. Він завжди був для нас великим авторитетом, його глибока культура, ерудиція в питаннях естетики, історії матеріальної культури завжди були для нас невичерпним джерелом під час навчальних років» |

### Театр «Березіль» (КиївіХарків)

«Коліївщина». Ескіз декорації

Від 1924 року в театрі «Березіль» оформляла вистави у стилі конструктивізму. Серед них:
- «Пошились у дурні» (1924);
- «За двома зайцями» Михайла Старицького (1925);
- «Комуна в степах» Миколи Куліша (1925);
- «Бронепоїзд 14—69» Всеволода Іванова (1928).

### Кіно (Одеса)
У 1929—1935 роках — на Одеській кіностудії художніх фільмів. Серед стрічок:
- Пригодницький фільм «Суддя Рейтанеску» (інші назви — «Суддя Рейтан», «Двійник»; 1929) — фільм не зберігся;
- Агітаційно-пропагандистський фільм «Зореносці» («Зорі на шоломах»; 1931);
- Історична драма «Кармелюк» (1931);
- Історична драма «Коліївщина» (1933).

### Кіно (Київ)
У 1935—1941 роках — на Київській кіностудії художніх фільмів. Серед стрічок:
- «Наталка Полтавка» (1936);
- «Багата наречена» (1937);
- «Кармелюк» (1938, звуковий);
- «Вершники» (1939).
- «Кубанці» (1940);
- «Травнева ніч» (1940, у співавторстві з Миколою Тряскіним).

Усього з її участю створено 20 художніх і 10 документальних фільмів.

### Знову театр (Івано-Франківськ)
Від 1945 року в Івано-Франківському музично-драматичному театрі. Оформила понад 20 вистав. Серед них:
- «На Вкраїні милій» Івана Чабаненка (1945);
- «Родина щіткарів» Мирослава Ірчана (1957);
- «Устим Кармелюк» Володимира Суходольського (1960).

Відбулися ретроспективні ювілейні виставки Милиці Симашкевич в Івано-Франківському (1965), Львові (1970) та Києві (1975).